# Kelloggella quindecimfasciata
Kelloggella quindecimfasciata är en fiskart som först beskrevs av Fowler, 1946.  Kelloggella quindecimfasciata ingår i släktet Kelloggella och familjen smörbultsfiskar. Inga underarter finns listade i Catalogue of Life.